# Слобода Переселенцев
Слобода Переселенцев — поселок в муниципальном образовании город Ефремов Тульской области.

## География
Находится в юго-восточной части Тульской области на расстоянии приблизительно 32 км на восток-юго-восток по прямой от города Ефремов, административного центра округа.

## История
В конце 1930-х годов в поселке отмечено было 32 двора.

## Население
Постоянное население составляло 3 человека (русские 100 %) в 2002 году, 1 в 2010.